# 開成町
開成町（日语：／ Kaisei machi */?）是神奈川縣西湘地區的一町，為神奈川縣內面積最小的自治體。町名來自于旧延澤村（現開成町延澤）的開成学校。

## 交通

### 鐵路
小田急電鐵
- 小田原線：開成站

- 町內唯一的鐵路站。開業於1985年，除此以外町內再無車站。